# Патрис Талон
Патрис Гијом Атанас Талон (фр. Patrice Guillaume Athanase Talon; 1. мај 1958) бенински је политичар који обавља функцију председника Бенина од 6. априла 2016. године.

## Биографија
Рођен је 1958. године у фонској породици која се генерацијама раније бавила трговином робљем. Почетком 80-их година, Талон је ушао у посао трговине пољопривредним производима, што му је омогућило да стекне значајне приходе, које је током 90-их година уложио у индустрију памука и у том је периоду добио надимак „Краљ памука”.
Након што је Јаји Бони 2016. године испунио ограничење од два председничка мандата, Талон се кандидовао за председника и победио бившег премијера Лионела Зинсуа у другом кругу избора. Као председник је најавио јачање веза сa Француском.